# دون سلاتر
دون سلاتر (بالإنجليزية: Don Slater)‏ هو عالم اجتماع بريطاني، ولد في 4 أبريل 1954.